# Ибиара
Ибиара (порт. Ibiara) — муниципалитет в Бразилии, входит в штат Параиба. Составная часть мезорегиона Сертан штата Параиба. Входит в экономико-статистический микрорегион Итапоранга. Население составляет 6235 человек на 2006 год. Занимает площадь 244,480 км². Плотность населения — 25,5 чел./км².

## История
Город основан 16 апреля 1959 года. 

## Статистика
- Валовой внутренний продукт на 2003 год составляет 14 595 672,00 реалов (данные: Бразильский институт географии и статистики).
- Валовой внутренний продукт на душу населения на 2003 год составляет 2315,67 реалов (данные: Бразильский институт географии и статистики).
- Индекс развития человеческого потенциала на 2000 год составляет 0,589 (данные: Программа развития ООН).